# 吕特尔 (埃诺省)
吕特尔（法語：Luttre，法語發音：[lytʁ]）是比利时瓦隆大区埃諾省蓬塔塞勒的一个村庄。吕特尔最初即属于市镇蓬塔塞勒，1841年，吕特尔从蓬塔塞勒划出，成为一独立市镇。1977年，吕特尔再次并入蓬塔塞勒。